# Gnokii
Gnokii — пакет программ для работы с мобильными телефонами. Первоначально он мог использоваться только с телефонами Nokia, однако впоследствии была добавлена поддержка моделей и других производителей. 
Доступен для GNU/Linux, семейства BSD, Windows и Mac OS X, в том числе в виде исходных текстов.
В состав пакета входят, в частности, следующие программы:
- gnokii — консольная программа для работы с мобильными телефонами
- sendsms — консольная программа для отправки SMS в форме диалога (использует gnokii)[2]
- xgnokii — графический интерфейс к gnokii
- smsd — программа для отправки и получения SMS, хранящая сообщения в базе данных

Кроме того, ряд других программ используют используют при своей работе Gnokii, например: Gnocky, Gnome Phone Manager.
Gnokii распространяется под лицензией GNU GPL.

## Возможности
- Использование Nokia network monitor
- Отправка и приём SMS
- Управление телефонной книгой
- Совершение и приём звонков
- Управление календарём
- Возможна работа через COM/USB кабели, IrDA, Bluetooth.

## Пример
Отправка SMS из командной строки:
```
 echo "Test message" | gnokii—sendsms 000-0000000
```